# NGC 6686
NGC 6686 (другие обозначения — PGC 62224, MCG 7-38-17, ZWG 228.22, NPM1G +40.0489) — галактика в созвездии Лира.
Этот объект входит в число перечисленных в оригинальной редакции «Нового общего каталога».
В галактике вспыхнула сверхновая SN 2009eq типа Ia-p, её пиковая видимая звездная величина составила 18,2.